# Howard Preston
Howard Preston ist ein US-amerikanischer Physiker, Ingenieur, Designer, Manager, Erfinder und Präsident von Preston Cinema Systems. Er wurde mit einem Technical Achievement Award, einem Oscar für technische Verdienste, sowie zwei Scientific & Engineering Awards (Oscars für Wissenschaft und Entwicklung) ausgezeichnet.

## Biografie
Preston studierte an der University of California in Los Angeles PhD physics (Doctoral Studium in Physik), Theoretical and Mathematical Physics (theoretischer und mathematischer Physik). Seit 1980 bis heute ist er der Präsident von Preston Cinema Systems.
Preston wurde 1985 mit dem Technical Achievement Award für den Entwurf und die Entwicklung einer Vorrichtung zur variablen Geschwindigkeitssteuerung mit automatischer Belichtungskompensation für Filmkameras („For the design and development of a variable speed control device with automatic exposure compensation for motion picture cameras“) ausgezeichnet.
Gemeinsam mit Mirko Kovacevic wurde Preston 2007 der Oscar für Wissenschaft und Entwicklung zugesprochen für das Design und die Entwicklung des drahtlosen Fernbedienungssystems Fl+Z von Preston Cinema Systems („for the design and engineering of the Preston Cinema Systems FI+Z wireless remote system“). Im selben Jahr wurde er auch bei den Society of Camera Operators mit dem Technical Achievement Award geehrt.
Bei den Academy Awards 2023 war er erneut einer der Gewinner des Scientific and Engineering Awards. Preston wurde für das Konzept, den Entwurf und die Konstruktion und Bernie Butler-Smith für den Entwurf und die Implementierung der elektronischen Schaltungen der Software des Preston Cinema Systems Light Ranger 2 ausgezeichnet. Der Light Ranger 2 liefert präzise Echtzeitinformationen über die Schärfeentfernung, indem er das Motiv in sechzehn diskreten Zonen kontinuierlich verfolgt. Die Entfernungs- und Schärfentiefeindikatoren werden von dem Kamerabild überlagert, so dass der Fokussierer die Schärfe intuitiv beurteilen kann und das selbst in unmöglichen und extrem schwierigen Situationen, was früher unmöglich war.

## Filmografie (Auswahl)
- 1978: Die Körperfresser kommen (Invasion of the Body Snatchers; Space sequence)
- 1980: Unser Kosmos (Miniserie Folge Staffel 1/Episode 8 Journeys in Space and Time; Effekte)
- 2007: Practical Magic: A Special Effects Pod

## Auszeichnungen (Auswahl)
- Academy Awards 1985: Gewinner des Technical Achievement Awards
- Academy Awards 2007: Gewinner des Scientific and Engineering Awards
- Society of Camera Operators 2007: Gewinner des Technical Achievement Awards
- Academy Awards 2023: Gewinner des Scientific and Engineering Awards